# 小山汪水
小山 汪水（こやま おうすい、1858年 - 1935年）日本画家、渡辺小華の門人、通称伝二郎、初号華谷、別号甞百艸堂
| スタブアイコン | サブスタブ | この項目は、まだ閲覧者の調べものの参照としては役立たない、人物に関連した書きかけの項目です。この項目を加筆・訂正などしてくださる協力者を求めています（P:人物伝/PJ:人物伝）。 |